# Ernst Schibli

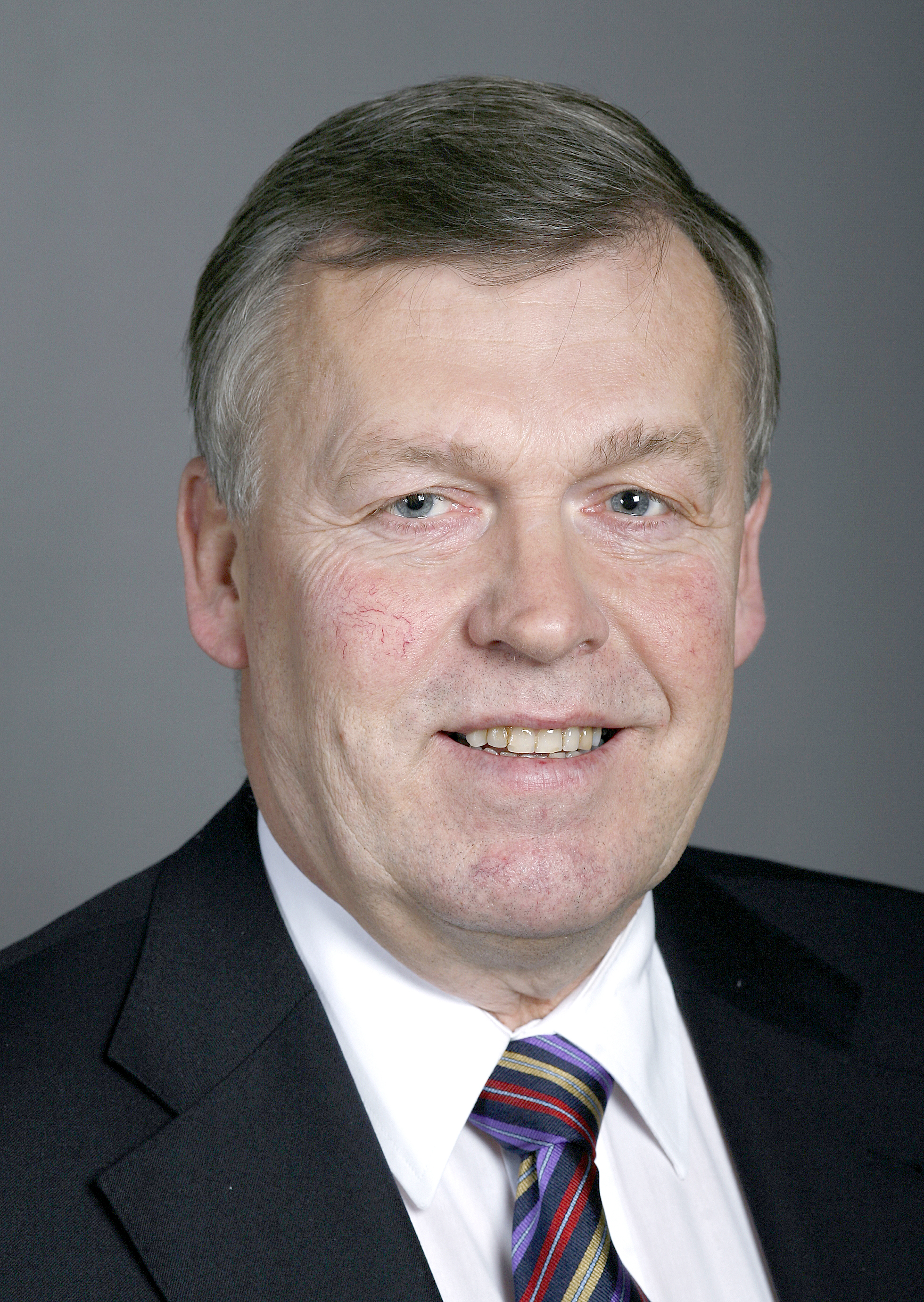
Ernst Schibli (2007)

Ernst Schibli (* 16. August 1952 in Zürich; heimatberechtigt in Otelfingen) ist ein Schweizer Politiker (SVP).
Von 1982 bis 2010 war Schibli Gemeindepräsident von Otelfingen. Von 1990 bis 2002 war er zudem Mitglied des Zürcher Kantonsrates, ab Ende 1991 als Fraktionspräsident.
2001 rückte er für Walter Frey in den Nationalrat nach. Dort war er Mitglied der Aussenpolitischen Kommission (APK), der Staatspolitischen Kommission (SPK) sowie der Finanzkommission. Bei den Wahlen vom 23. Oktober 2011 wurde er nicht im Amt bestätigt. Am 5. Mai 2014 rückte er für Hans Kaufmann wieder in den Nationalrat nach, worauf er bei den Wahlen vom 18. Oktober 2015 nicht wiedergewählt wurde.
Sein Geissbock «Zottel» war von 2006/07 bis 2014 das Wahlmaskottchen für die SVP, dieser wurde vor kurz den Wahlen 2011 durch eine linksextreme Gruppe entführt, Tage später setzte sie den kahl rasierten und mit schwarzer Farbe besprayten Geissbock wieder aus.
Der Landwirt wohnt in Otelfingen.